# 602-я рота коммандос

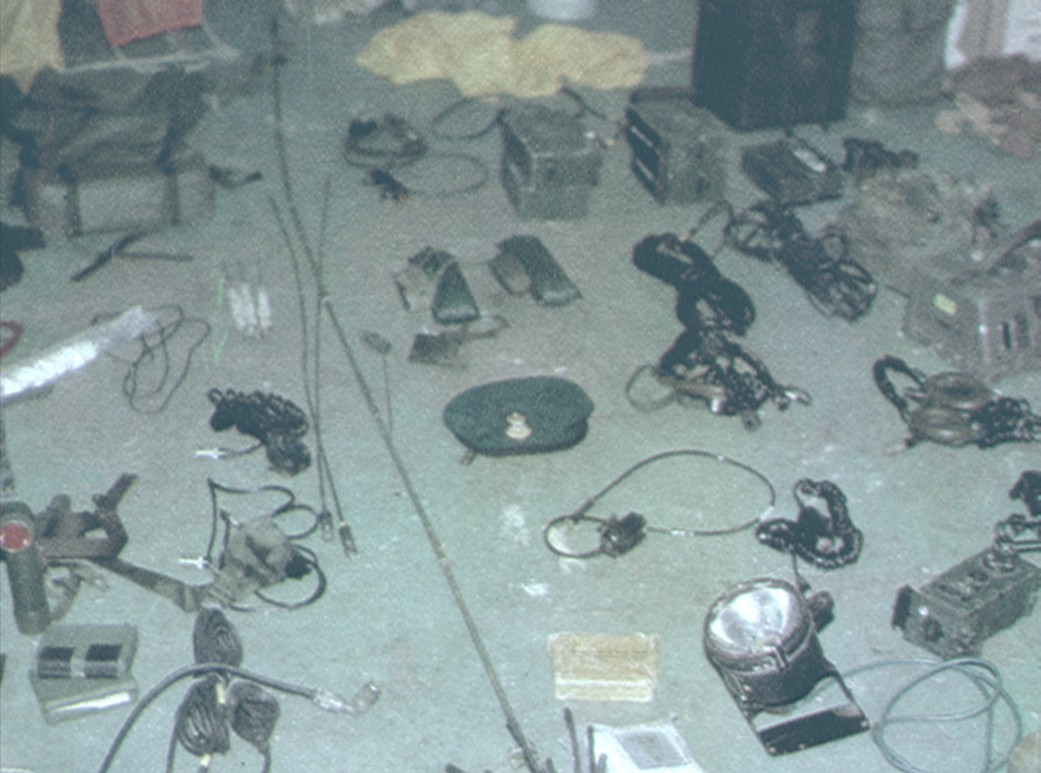
Снаряжение и оружие британских морских пехотинцев захваченные бойцами 602-й роты

602-я рота коммандос (исп. Compañía de Comandos 602) — подразделение спецназа сухопутных войск Аргентины. Разделена на три штурмовые секции (отделения). Бойцы роты носят зелёные береты.

## История
Подразделение сформировано 21 мая 1982 года в провинции Кордова. Командовал ротой 39-летний майор Альдо Рико. Рота принимала участие в боевых действиях англо-аргентинского конфликта, в ходе которого бойцы при поддержке 601-го вертолётно-штурмового батальона осуществляли рейды в составе смешанных патрулей. 30 мая 1982 в бою под Маунт-Кент-Скирмиш с 22-м полком SAS 2-я секция (отделение) потеряла двух человек. Потери британцев — два человека. Двое аргентинцев, впоследствии, получили медали за отличие в том бою. 10 июня 1-я штурмовая секция совместно с подразделением Национальной жандармерии Аргентины оттеснила британский взвод морской пехоты в бою на реке Маррелл, потеряв при этом двух человек и захватив вооружение и снаряжение Ройял маринс. Согласно английской версии, аргентинцы потеряли трёх человек, и только благодаря миномётной поддержке смогли отбить атаку британцев.